# Wyong
Wyong ist eine Ortschaft (Suburb) im australischen Bundesstaat New South Wales und liegt etwa auf halbem Weg zwischen Sydney und Newcastle. Sie liegt im Central-Coast-Gebiet etwa 90 Kilometer nördlich von Sydney auf etwa zwölf Meter Höhe. Wyong ist Namensgeber und Verwaltungssitz des Wyong Shire, das mit 143.000 Einwohnern eines der größten lokalen Verwaltungsgebiete des Bundesstaats außerhalb Sydneys ist, zu dessen Metropolregion (Sydney Statistical Division) es gehört. Wyong selbst hat etwa 4.500 Einwohner (Stand 2021).

## Sonstiges
Die deutsche Fußballnationalmannschaft der Frauen hat bei der Fußball-Weltmeisterschaft der Frauen 2023 in Wyong ihr Basislager.

## Persönlichkeiten
- Vivienne Binns (* 1940), Malerin